# Juan Bosch

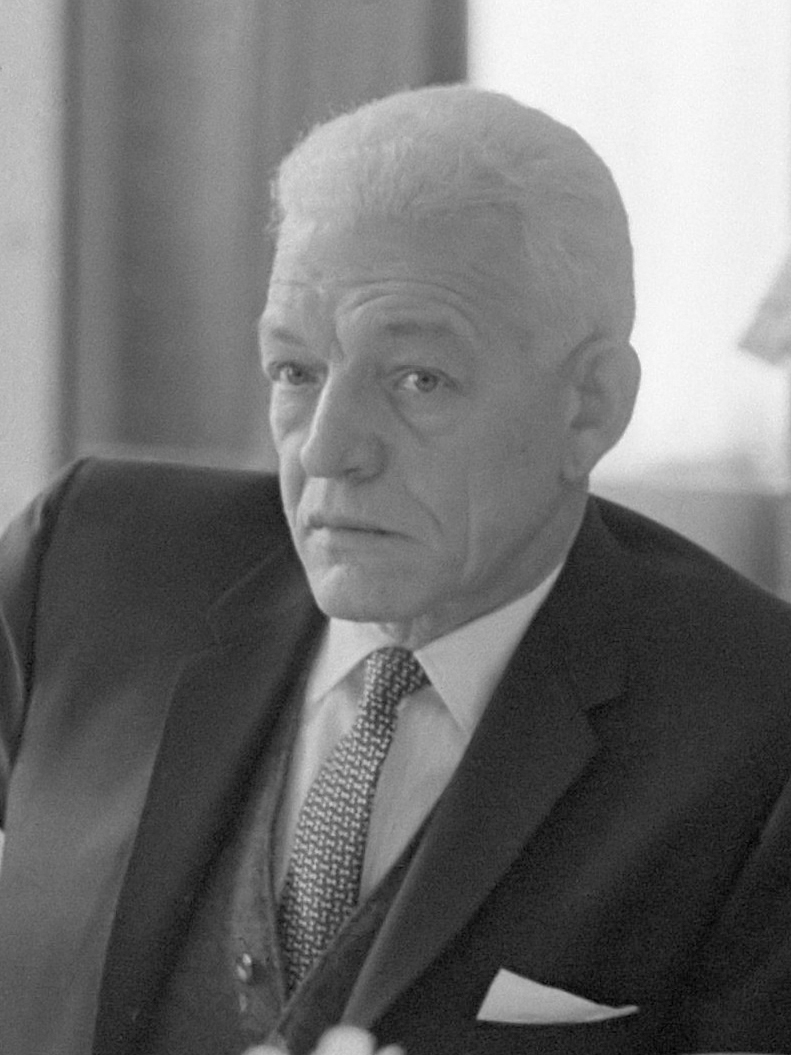
Juan Bosch, 1963.

Juan Emilio Bosch y Gaviño, född 30 juni 1909 i La Vega, död 1 november 2001 i Santo Domingo, var en dominikansk politiker och författare. Han var Dominikanska republikens president från den 27 februari till den 25 september 1963. 
Bosch började i mitten av 1920-talet ge ut dikter under pseudonymen Rigoberto de Fresni. 1933 gav han, under eget namn, ut novellsamlingen Camino Real, följd av Indios 1935 och romandebuten La mañosa 1936. 1938 tvingades han gå i exil och året därpå grundade han Dominikanska Revolutionära Partiet (PRD). Han återkom till Dominikanska republiken 1962, efter att diktatorn Rafael Trujillo dödats, och valdes till landets president. Han tillträdde som president den 27 februari 1963, men störtades redan 25 september samma år i en CIA-stödd kupp.
Åter i exil gav han ut novellsamlingarna Cuentos escritos en el exilio (1962) och Más cuentos escritos en el exilio (1964). Han återkom till hemlandet 1970 och bildade 1973 Dominikanska frihetspartiet (PLD). 1976 gav han ut romanen El oro y la paz. Han ställde upp för PLD i presidentvalen 1978, 1982, 1986, 1990 och 1994, varpå han drog sig tillbaka från politiken.